# 西藏兒童村
西藏兒童村（英文：Tibetan Children's Villages，TCV）（藏語：བོད་ཕྲུག་ཁྱིམ་སྡེ）是一個流亡的綜合社區，專門照顧及教育西藏的孤兒、貧窮兒童以及從西藏逃亡到印度的難民兒童。它是一個已註冊的非營利慈善組織，主要設施位於北印度喜馬偕爾邦的達蘭薩拉。西藏兒童村的網絡遍佈印度，有超過12,000名兒童受其關照。
1960年，十四世達賴喇嘛從西藏流亡到印度之後的第二年，西藏流亡政府在印度達蘭薩拉建立了西藏兒童村。自1964年至2006年，西藏兒童村的運營和管理一直由達賴喇嘛的妹妹吉尊白瑪負責。西藏兒童村至今依然發揮著其作用，其個分支機構的工作人員有60%都是由這個社區培養出來，另外，有相當數量的研究生在流亡政府各部門任職。西藏兒童村在藏人聚集的上達蘭薩拉、下達蘭薩拉、拜拉庫比、戈巴爾布爾、瓊特拉、蘇加、拉達克和沙拉奎（Selakui）等地都設有中心。此外，在德里和班加羅爾還開辦了青年旅館。2008年，西藏兒童村在印度班加羅爾建立了名為「達賴喇嘛高等教育學院」（The Dalai Lama Institute for Higher Education）的第一所西藏流亡大學。這所學院目的在於教授藏語和西藏傳統文化，同時也教授科學、藝術、學生心理輔導以及資訊科技等現代知識，學校招收對象來自於印度各地的西藏兒童村的學生。
西藏兒童村的宗旨是確保所有在其照顧下的西藏兒童都能接受良好的教育，擁有強烈的文化認同感，並成為自力更生、對西藏社區乃至世界做出貢獻的成員。

## 外部鏈接
- “Amala: The Life and Struggle of the Dalai Lama’s Sister” From YouTube